# Osthausen-Wülfershausen
Osthausen-Wülfershausen – miejscowość i gmina w Niemczech, w kraju związkowym Turyngia, w powiecie Ilm, do 5 grudnia 2021 wchodziła w skład wspólnoty administracyjnej Riechheimer Berg, dzień później stała się jej siedzibą.